# José Ramón Villarroel
José Ramón Villarroel (municipio Gómez, estado Nueva Esparta, Venezuela; 1 de junio de 1937-vía El Tigre-Puerto La Cruz, Venezuela, 30 de abril de 1995) conocido como El Huracán del Caribe, fue un cantante y compositor venezolano, exponente de la música oriental y margariteña en su país. Se destacó con sus décimas, composiciones e improvisaciones, con las cuales capturó la esencia de la cultura y tradición margariteñas de su época.

## Recorrido musical
Fue el ganador del Primer Festival del Galerón Oriental, momento donde surgió su apodo artístico el Huracán del Caribe. Era notable su capacidad de improvisación, creando décimas al instante para cantarlas en tarima compitiendo con otros cantantes en contrapunteos, destacándose por encima de todos los músicos de la región por su precisión, humor y calidad de voz. Eran notables sus intervenciones en las celebraciones de velorios de Cruz de Mayo en la isla.
Fue el compositor de la canción tradicional venezolana María Antonia, la cual fue popularizada por el también cantautor Gualberto Ibarreto. Compuso temas emblemáticos del folclore oriental como Madrugada en el mar, Mi Margarita, Adiós mi tradición, El viejo Pancho, Estribillo, La Gaga, Pampatar y Enredo familiar (también conocida como Tengo un hijo que es mi tío), sin contar sus innumerables décimas improvisadas.

## Legado
José Ramón Villarroel es admirado y conservado por cronistas, músicos y muchos margariteños como un exponente simbólico del folklore de Margarita. Falleció en un accidente automovilístico el 30 de abril del año de 1995 en la vía El Tigre-Puerto La Cruz, cuando se dirigía como pasajero de vuelta a Margarita luego de un concierto en tierra firme.